# Mokre-Kolonia
Mokre-Kolonia (Duits: Mocker Kolonie of Kolonie Mocker) is een dorp in de Poolse woiwodschap Opole in Opper-Silezië. Het dorp ligt vlak bij de plaats Mokre en op 12 km afstand van de provinciehoofdstad Głubczyce.
Mokre-Kolonia telt 122 inwoners (2022).

## Geografie
Mokre-Kolonia ligt in het beschermd natuurgebied Obszar Chronionego Krajobrazu Rejon Mokre - Lewice.

## Verkeer en vervoer
Tot 1970 had Mokre-Kolonia een station aan grensspoorlijn 333 Racibórz–Krnov.